# Běšický chochol
Běšický chochol este o arie protejată (arie specială de conservare — SAC, sit de importanță comunitară — SCI) din Republica Cehă întinsă pe o suprafață de 30,66 ha, integral pe uscat.

## Localizare
Centrul sitului Běšický chochol este situat la coordonatele 50°22′03″N 13°22′01″E / 50.3675°N 13.366944°E.

## Înființare
Situl Běšický chochol a fost declarat sit de importanță comunitară în aprilie 2005 pentru a proteja 1 specie de animale. Situl a fost protejat și ca arie specială de conservare în iulie 2012.

## Biodiversitate
Situată în ecoregiunea continentală, aria protejată conține 2 habitate naturale: Pajiști uscate seminaturale și facies de acoperire cu tufișuri pe substraturi calcaroase (Festuco-Brometalia) (* situri importante pentru orhidee), Păduri panonice cu Quercus pubescens.
La baza desemnării sitului se află o specie protejată de  nevertebrate: rădașcă (Lucanus cervus).